# 山田比売島
山田 比売島（やまだ の ひめしま、生年不明 - 天平勝宝9歳8月2日（758年8月21日）以前）は、奈良時代中期の女官。孝謙天皇の乳母の1人。姓は史で、氏姓は一時期、山田三井宿禰と称した。官位は従五位下・命婦。名は姫島・日女島・ 女島とも表記され、山田命婦・山田御母（やまだのみおも）とも称される。

## 記録
天平勝宝元年（749年）7月、孝謙天皇の即位とほぼ同時に、ほかの天皇の乳母（阿倍石井・竹乙女）とともに従五位下を授けられている。
『万葉集』に、天平勝宝6年（754年）3月25日（太陽暦の4月22日）に、左大臣の橘諸兄が山田御母の宅で宴を催した際に、大伴家持が山吹の花にこと寄せて詠んだ歌が収録されており、諸兄・家持と比女島が親交を結んでいたことが分かっている。
天平勝宝7歳（754年）正月、従五位下の比売島は一族の従七位上山田広人ら6人とともに山田御井宿禰の氏姓を与えられている。その後、ほどなくしてなくなったらしい。
天平勝宝9歳（756年）、橘奈良麻呂の乱が発覚した際に、孝謙天皇は故人である比女島が悪事を隠蔽する側に加担していたことを知り、身の毛の及ぶような気持ちになり、深く傷ついたという。そして、道理としてその罪を追求せねばならないとして、「御母」の名を除き、宿禰姓を奪って、元の「山田史」の氏姓に戻している。ただし、一族の広人らの氏姓は変更されておらず、広人はのちの藤原仲麻呂の乱で戦功を上げている。

## 官歴
注記のないものは『続日本紀』による。
- 時期不詳：正六位上
- 天平勝宝元年（749年）7月3日：従五位下
- 天平勝宝7歳（754年）正月4日：山田史から山田御井宿禰に改姓
- 時期不詳：卒
- 天平勝宝9歳（756年）8月2日：山田御井宿禰から山田史に改姓